# Andreas Markusson
Andreas Markusson (7. března 1893, Narvik – 31. října 1952, Tønsberg) byl norský spisovatel. V realistických románech líčí krušný život rybářů v severním Norsku.

## Česká vydání
- Země a moře (Landet og leia, 1940), Rudolf Škeřík, Praha 1941, překlad Vlasta Jeníková,
- Loďstvo vyplouvá (Flåten går ut, 1941), Rudolf Škeřík, Praha 1946, překlad M. Lesná-Krausová. (Dovádí děj předchozího románu k 9. dubnu 1940.)